# La mala. Banditi a Milano
La mala. Banditi a Milano è una serie televisiva documentaristica originale prodotta da Sky Documentaries e MIA Film, scritta da Chiara Battistini, Paolo Bernardelli e Salvatore Garzillo con la regia di Chiara Battistini e Paolo Bernardelli.
La docu-serie racconta in 5 episodi la scena criminale a Milano negli anni Settanta, segnata dai tre criminali Renato Vallanzasca, Francis Turatello e Angelo Epaminonda, attraverso testimonianze e immagini di repertorio.

## Episodi
| N° | Titolo                    |
| -- | ------------------------- |
| 1  | Malavita notturna         |
| 2  | Guardie e ladri           |
| 3  | La stagione dei sequestri |
| 4  | Alleanze e tradimenti     |
| 5  | L'ultima evasione         |

### Malavita notturna
29 settembre 1984: dopo anni di latitanza, il boss Angelo Epaminonda viene arrestato e decide di diventare un collaboratore di giustizia. Le sue dichiarazioni svelano la storia della Milano degli anni Settanta.

### Guardie e ladri
Nasce la banda della Comasina, con a capo Renato Vallanzasca detto Il bel René. Il loro principale antagonista è il poliziotto Achille Serra.

### La stagione dei sequestri
Le bande di Vallanzasca e Turatello decidono di dedicarsi al nuovo fenomeno dilagante dei sequestri di persona e Serra diventa capo della squadra antisequestri.

### Alleanze e tradimenti
Il 17 agosto 1981 Francis Turatello viene brutalmente assassinato. A distanza di anni, sono ancora svariate le ipotesi sul motivo del suo assassinio.

### L'ultima evasione
Nel 1987, quando le bande criminali milanesi sembrano un fenomeno giunto al termine, Renato Vallanzasca mette in atto la sua ultima evasione.

## Accoglienza

### Critica

#### Critica italiana
La docu-serie è stata accolta con il pressoché unanime parere favorevole della critica italiana.
Il critico televisivo Aldo Grasso ha scritto sul Corriere della Sera "la serie è un importante documento di memoria che aiuta a mettere ordine nei frammenti sparsi di una storia troppo presto dimenticata. La regia cupa e didascalica, in cui spiccano ricordi del quotidiano La notte e le puntate di «Linea diretta» di Enzo Biagi, mette a nudo una verità che ci ricorda l’allora giornalista di Radio Popolare Umberto Gay: «La cronaca nera è l’altra faccia di una città»."
Gianmaria Tammaro ha scritto su La Stampa: "A oggi, “La Mala” è la serie italiana migliore del 2022. In appena nove mesi, chi ci ha lavorato ha saputo trovare un equilibrio e una direzione precisi, e ha capito quando osare e quando, invece, trattenersi. Da una parte i pesi, dall’altra i contrappesi. Ed è esattamente così che si costruisce un documentario che non vuole essere solo una fotocopia della realtà, ma anche un esempio, una testimonianza, della visione e del talento di chi l’ha scritto e girato."
Paolo Armelli ha scritto per Wired che la serie è "un racconto appassionante e quasi sognante di un'epoca violentissima ma che comunque è ammantata di nostalgia."
Alessandro De Simone scrive sulla rivista Ciak: "Bernardelli faceva parte del team di SanPa, probabilmente il miglior prodotto italiano disponibile su Netflix, una palestra importante per poter gestire archivi e struttura di una serie documentaria. Soprattutto, per capire che per appassionare il pubblico a una storia realmente accaduta neanche 50 anni fa è fondamentale far parlare i diretti protagonisti di entrambe le fazioni. Ed è questa la grande forza de La Mala, l’avere del personaggi potentissimi che mettono a disposizione del pubblico i loro ricordi, ciò che hanno vissuto in prima persona, trasformando con poche parole il documentario in cinema a tutto tondo."